# Джеревех
Джереве́х (індонез. Jereweh) — один з 8 районів округу Західна Сумбава провінції Західна Південно-Східна Нуса у складі Індонезії. Розташований у центрально-західній частині. Адміністративний центр — село Бело.
Населення — 8644 особи (2012; 8370 в 2010).

## Адміністративний поділ
До складу району входять 4 села:
| Населений пункт   | Населення, осіб (2010) |
| ----------------- | ---------------------- |
| Бело, село        | 2229                   |
| Беру, село        | 3236                   |
| Гоа, село         | 1569                   |
| Дасан-Аньяр, село | 1336                   |